# Hebius optatum
Espèce
Synonymes
- Natrix optata Hu & Zhao, 1966
- Amphiesma optatum (Hu & Zhao, 1966)

Hebius optatum est une espèce de serpents de la famille des Natricidae. 

## Répartition
Cette espèce se rencontre au Viêt Nam et dans le sud-ouest de la république populaire de Chine.

## Publication originale
- Hu & Zhao, 1966 : Three new Species of Reptiles from Szechwan. Acta Zootaxonomica Sinica, vol. 3, no 2, p. 158-164.